# موسی الشمری
موسی الشمری (عربی: موسى الشمري؛ زادهٔ ۱۵ مهٔ ۱۹۸۶) یک ورزشکار اهل عربستان سعودی است.
از باشگاه‌هایی که در آن بازی کرده‌است می‌توان به باشگاه فوتبال الرائد عربستان سعودی، باشگاه فوتبال الفیصلی عربستان سعودی، باشگاه فوتبال نجران عربستان سعودی، و باشگاه فوتبال الشباب عربستان سعودی اشاره کرد.